# Ludwig Gesek
Ludwig Gesek (* 12. November 1904 in Wien; † 25. Januar 1994 ebenda) war ein österreichischer Volksbildner, Filmwissenschaftler und Schriftsteller.

## Leben
Ludwig Gesek war von 1931 bis 1938 Redakteur der Zeitschrift „Der gute Film“, von 1934 bis 1938 war er Direktor des Instituts für Filmkultur. Im Jahr 1949 wurde er Chefredakteur von „Filmkunst“, im Jahr 1952 Generalsekretär der Gesellschaft für Filmwissenschaft. Von 1955 bis 1979 war er Geschäftsführer des Österreichischen Filmarchivs. Gesek wurde am Wiener Zentralfriedhof bestattet.

## Werke

### Schriften
- Gestalter der Filmkunst. Von Asta Nielsen bis Walt Disney. Geschichten zur Filmgeschichte. Amandus-Edition, Wien 1948.
- Kleines Lexikon des österreichischen Films. Österreichische Gesellschaft für Filmwissenschaft und Filmwirtschaft, Wien 1959.
- Filmzauber aus Wien. Notizblätter zu einer Geschichte des österreichischen Films. Österreichische Gesellschaft für Filmwissenschaft, Wien 1966.
- Die große Illusion. Wir lernen Filmsehen. Österreichische Gesellschaft für Filmwissenschaft, Kommunikations- und Medienforschung, Wien 1981.
- Kinoperspektiven. Österreichische Gesellschaft für Filmwissenschaft, Kommunikations- und Medienforschung, Wien 1992.

### Rundfunksendungen
- Reihe Wir sprechen über Film, 1935–1938.